# Atsushi Abe (nuotatore artistico)
Atsushi Abe (安部篤史?, Abe Atsushi; 30 agosto 1982) è un nuotatore artistico giapponese.

## Palmarès
- Mondiali

Gwangju 2019: bronzo nella duo misto programma libero e nel duo misto programma tecnico